# Ніномія (Канаґава)

35°17′58″ пн. ш. 139°15′19″ сх. д. / 35.29944° пн. ш. 139.25528° сх. д.
Ніно́мія (яп. 二宮町, にのみやまち, МФА: [ɲinomʲija mat͡ɕi̥]) — містечко в Японії, в повіті Нака префектури Канаґава. Станом на 1 квітня 2009 площа містечка становила 9,08 км². Станом на 1 липня 2011 населення містечка становило 29 443 осіб.